# 로보텍 - 그림자 연대기
"로보텍 - 그림자 연대기"(Robotech: The Shadow Chronicles)는 미국, 대한민국에서 제작된 토미 윤 감독의 2006년 애니메이션 영화이다. 리처드 엡카 등이 주연으로 출연하였고 제이슨 네터 등이 제작에 참여하였다. DVD는 2007년 2월 6일 출시되었다.

## 출연

### 주연
- 리처드 엡카
- 에디 프리어슨

### 조연
- 마크 해밀
- 알렉산드라 켄워시
- 유리 로웬탈
- 멜라니 맥퀸
- 체이스 매스터슨
- 에디 미어먼
- 이오너 모리스
- 토니 올리버
- 아서 산티아고
- 그레고리 스네고프
- 마이클 소리치
- 캐리 월그렌
- 댄 우렌